# Eidolon
Eidolon (palmvleerhonden) is een geslacht uit de familie  van de  vleerhonden (Pteropodidae). Er zijn twee soorten de (gewone) palmvleerhond (E. helvum) met een brede verspreiding door geheel Afrika, terwijl de Madagaskarpalmvleerhond (E. dupreanum) een endemische soort van Madagaskar is.

## Soorten
- Eidolon dupreanum – Madagaskarpalmvleerhond
- Eidolon helvum – Palmvleerhond

Acerodon · Aethalops · Alionycteris · Aproteles · Balionycteris · Casinycteris · Chironax · Cynopterus · Desmalopex · Dobsonia · Dyacopterus · Eidolon · Eonycteris · Epomophorus · Epomops · Haplonycteris · Harpyionycteris · Hypsignathus · Latidens · Lissonycteris · Macroglossus · Megaloglossus · Melonycteris · Micropteropus · Mirimiri · Myonycteris · Nanonycteris · Neopteryx · Notopteris · Nyctimene · Otopteropus · Paranyctimene · Penthetor · Plerotes · Ptenochirus · Pteralopex · Pteropus · Rousettus · Scotonycteris · Sphaerias · Styloctenium · Syconycteris · Thoopterus